# Xystrocera rhodesiana
Xystrocera rhodesiana är en skalbaggsart som beskrevs av Veiga-ferreira 1954. Xystrocera rhodesiana ingår i släktet Xystrocera och familjen långhorningar.
Artens utbredningsområde är Zimbabwe. Inga underarter finns listade i Catalogue of Life.